# IAE Toulon
 (avril 2024).
La mise en forme du texte ne suit pas les recommandations de Wikipédia : il faut le « wikifier ».
Les points d'amélioration suivants sont les cas les plus fréquents :
- Les titres sont pré-formatés par le logiciel. Ils ne sont ni en capitales, ni en gras.
- Le texte ne doit pas être écrit en capitales (les noms de famille non plus), ni en gras, ni en italique, ni en « petit »…
- Le gras n'est utilisé que pour surligner le titre de l'article dans l'introduction, une seule fois.
- L'italique est rarement utilisé : mots en langue étrangère, titres d'œuvres, noms de bateaux, etc.
- Les citations ne sont pas en italique mais en corps de texte normal. Elles sont entourées par des guillemets français : « et ».
- Les listes à puces sont à éviter, des paragraphes rédigés étant largement préférés. Les tableaux sont à réserver à la présentation de données structurées (résultats, etc.).
- Les appels de note de bas de page (petits chiffres en exposant, introduits par l'outil «  Source ») sont à placer entre la fin de phrase et le point final[comme ça].
- Les liens internes (vers d'autres articles de Wikipédia) sont à choisir avec parcimonie. Créez des liens vers des articles approfondissant le sujet. Les termes génériques sans rapport avec le sujet sont à éviter, ainsi que les répétitions de liens vers un même terme.
- Les liens externes sont à placer uniquement dans une section « Liens externes », à la fin de l'article. Ces liens sont à choisir avec parcimonie suivant les règles définies. Si un lien sert de source à l'article, son insertion dans le texte est à faire par les notes de bas de page.
- La présentation des références doit suivre les conventions bibliographiques. Il est recommandé d'utiliser les modèles {{Ouvrage}}, {{Chapitre}}, {{Article}}, {{Lien web}} et/ou {{Bibliographie}}. Le mode d'édition visuel peut mettre en forme automatiquement les références.
- Insérer une infobox (cadre d'informations à droite) n'est pas obligatoire pour parachever la mise en page.

Pour une aide détaillée, merci de consulter Aide:Wikification.
Si vous pensez que ces points ont été résolus, vous pouvez retirer ce bandeau et améliorer la mise en forme d'un autre article.
L'Institut d'administration des entreprises de Toulon est une école universitaire de management, composante de l'Université de Toulon, spécialisée dans la recherche et la formation aux principaux domaines du managementmembre du réseau IAE France.

## Histoire
L’Institut d’Administration des Entreprises de Toulon est créé par décret n° 2002-1143 du 4 septembre 2002 modifiant le décret n° 85-1243 du 26 novembre 1985, après l’avis du Conseil National de l’Enseignement Supérieur et de la Recherche en date du 22 juillet 2002. L'IAE Toulon devient membre du réseau IAE France en 2020
Depuis le 4 mars 2016, l'IAE est dirigé par Corinne Van Der Yeught, maitre de conférences .

## Formations
L'IAE de Toulon propose huit formations sur le plan national et international  en Licence, Master et Doctorat ; trois masters sont proposés en alternance.

### Formations en licence
- Licence 3 Economie et Gestion, Parcours Management Général
- Licence 3 Economie Gestion, Parcours Comptabilité Contrôle Audit
- Licence Professionnelle Métiers de la gestion et de la comptabilité

### Formations en master
- Master Administration des Entreprises
- Master Comptabilité Contrôle Audit[4] (en alternance)
- Master Marketing-Vente, Parcours Marketing Digital et Relation Client (en alternance)
- Master Qualité Hygiène Sécurité, Parcours Management de la Qualité et Développement Durable (en alternance)
- Master Gestion des Ressources Humaines ,Parcours Management Durable des Ressources Humaines
- Master Finance, Parcours Finance d'Entreprise et Contrôle de Gestion

### Formation diplômante
Il est possible d'obtenir un Diplôme Universitaire d'Etudiant Entrepreneur ( DU2E).
Le programme est fondé sur la confrontation des idées du porteur avec les réalités de l’environnement économique avec des partenaires du DU2E tel que Pépite, Réseau Entreprendre Var, TVT Innovation, Incubateur Paca Est, des dirigeants d’entreprise.

## Recherche
Les formations de l'IAE de Toulon bénéficient des travaux de recherche menés par le laboratoire d'adossement CERGAM (Centre d'Etudes et de Recherche en Gestion d'Aix- Marseille), ce qui offre la possibilité de poursuivre des études de doctorat. Le laboratoire dispose d'une équipe de recherche de 65 professeurs et Maîtres de Conférences, 43 chercheurs associés et 74 doctorants.

## International
L'IAE de Toulon s'inscrit dans une démarche internationale avec près d'un tiers d'étudiants internationaux. Les étudiants ont des occasions d'échanges à l'étranger avec des universités en Amérique, en Asie, en Afrique et en Europe.
L'IAE de Toulon propose les diplômes de Licence 3 Comptabilité Contrôle et Audit et Master Finance à l'Académie de Finance d'Hanoï, au Vietnam.
Depuis septembre 2021, grâce au projet universitaire "Bienvenue en France". un parcours de classe européenne est destiné aux étudiants en Licence 3 parcours Management et Licence 3 parcours "Comptabilité Contrôle et Audit".

## Classement et accréditations

### Certification Qualicert 2018
L'Institut d'Administration des Entreprises de Toulon est certifié en 2018, conformément au référentiel "Activité universitaire et formation et de recherche dans le domaine de sciences de gestion et management - RE/IAE/05" par QUALICERT.

### Classement EdUniversal
Trois masters de l'IAE de Toulon intègrent le classement régional d'Ed Universal en 2023 :
- Master Management, parcours "Management de la Qualité et du Développement Durable".
- Master Marketing-Vente, parcours "Marketing Crosscanal et Relation client".
- Master Finance, parcours "Finance d'entreprise et contrôle de gestion".

En 2024, le Master Management de la Qualité et du Développement Durable est classé 25e parmi les masters, MS et MBA sur le plan national.

## Rayonnement des étudiants
- Prix Pépite Territorial Paca[10]  2023 : Projet Educ'Evasion
- 3ème place Digital Marketing Compétition 2023
- 1ère et 3ème place Business Game CROEC PACA 2023
- Prix Pépite PACA 2022[11]